# Жарновиця-Дужа
Жарновиця-Дужа (пол. Żarnowica Duża) — село в Польщі, у гміні Вольбуж Пйотрковського повіту Лодзинського воєводства.
Населення — 330 осіб (2011).
У 1975-1998 роках село належало до Пйотрковського воєводства.

## Демографія
Демографічна структура станом на 31 березня 2011 року:
|          | Загалом | Допрацездатний вік | Працездатний вік | Постпрацездатний вік |
| -------- | ------- | ------------------ | ---------------- | -------------------- |
| Чоловіки | 160     | 30                 | 111              | 19                   |
| Жінки    | 170     | 32                 | 103              | 35                   |
| Разом    | 330     | 62                 | 214              | 54                   |